# Ramón Martín Mateo
Ramón Martín Mateo (Valladolid, 31 d'agost de 1928 − Alacant, 22 de maig de 2014) va ser un professor, escriptor i rector espanyol, catedràtic de dret administratiu a la Universitat d'Alacant.

## Biografia
Va ser autor del primer manual universitari de dret ambiental, àrea que es va desenvolupar primer en els Estats Units i després en Alemanya, i que Ramón Martín Mateo va introduir a Espanya. Era també un especialista destacat en dret local.
Va ser rector de la Universitat del País Basc (1976-1979) i de la Universitat d'Alacant, i va ocupar càrrecs de responsabilitat en l'administració universitària estatal. Expert de les Nacions Unides en diferents projectes durant els anys setanta, també va ser vocal electiu del Consell d'Estat (1990-2003) i vocal del Consell Estatal de l'Aigua (1991). La proposta d'investidura com a doctor honoris causa en la Universitat Rovira i Virgili (URV) neix de la Facultat de Ciències Jurídiques i dels departaments de Dret Públic i de Dret Privat, Processal i Financer. Ramón Martín Mateo va recolzar des dels inicis els estudis de dret ambiental que s'imparteixen en la facultat.

## Obres
Va ser autor d'una quarantena de llibres, i va dirigir 33 tesis doctorals, va rebre nombroses distincions honorífiques i era doctor honoris causa de diferents universitats.
De la seva extensa bibliografia, són obres recents aquestes dos:
- 2007, La gallina de los huevos de cemento. Ed. Civitas. Hi critica la política urbanística de la Comunitat Valenciana.

- 2005, Memorias de un ingeniero social bienhumorado. Ed. Península. Es tracta de les seves pròpies memòries. En aquest llibre qualifica als juristes d'enginyers socials, que treballen perquè es faci justícia amb les persones, defensant-les del mateix poder judicial.